# Новоуситовская волость

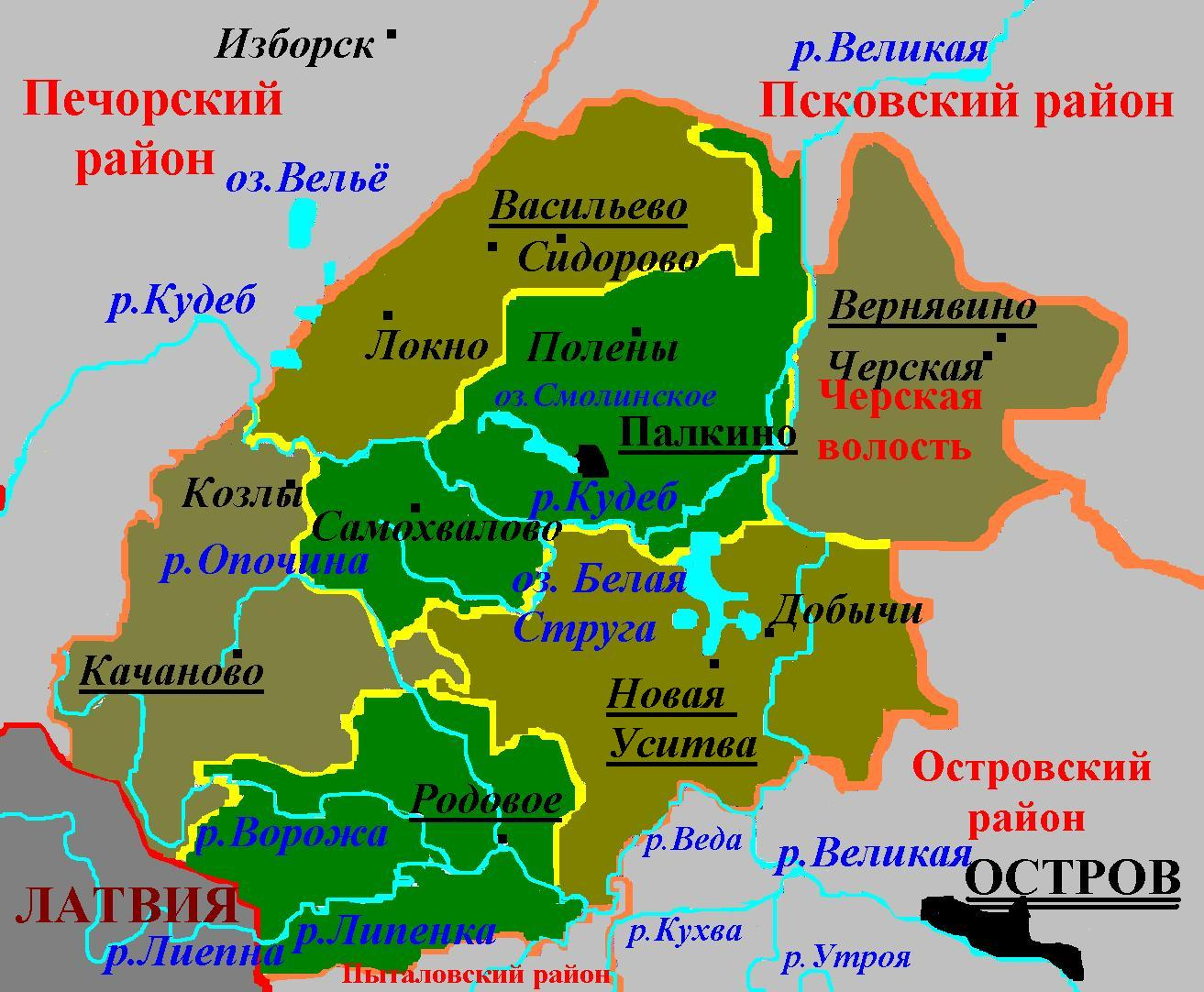
Административное деление Палкинского района в 1995—2015 годах (в 1966—1995 годах — вместо волостей — одноимённые сельсоветы)

Новоуситовская волость — административно-территориальная единица 3-го уровня и муниципальное образование со статусом сельского поселения в Палкинском районе Псковской области России.
Административный центр — деревня Новая Уситва.

## География
Территория волости граничит на западе с Качановской волостью, на севере — с Палкинской и Черской волостями Палкинского района, на востоке и юге — с Островским районом, на юго-западе — с Пыталовским районом Псковской области.
На территории волости расположено крупнейшее озеро Палкинского района — Белая Струга (6,0 км², глубиной до 7 м) — а также озёра Чёрное (0,8 км², глубиной до 3,1 м), Шадрицкое или Добрыцкое (0,7 км², глубиной до 6,5 м) к юго-западу и юго-востоку от первого соответственно.

## Население
| 2002  | 2010  | 2012  | 2013  | 2014  | 2015  | 2016  |
| ----- | ----- | ----- | ----- | ----- | ----- | ----- |
| 1715  | ↘1285 | ↘1210 | ↘1128 | ↘1074 | ↘1061 | ↘1051 |
| 2017  | 2018  | 2019  | 2020  | 2021  |       |       |
| ↘1015 | ↘985  | ↘914  | ↘867  | ↗1065 |       |       |

## Населённые пункты
В состав Новоуситовской волости входят 85 деревень:
| №  | Населённый пункт | Тип     | Население, чел. |
| -- | ---------------- | ------- | --------------- |
| 1  | Антоново         | деревня | →0              |
| 2  | Ахлупы           | деревня | →1              |
| 3  | Бараново         | деревня | ↘7              |
| 4  | Батьково         | деревня | →3              |
| 5  | Бахлы            | деревня | →0              |
| 6  | Березино         | деревня | →4              |
| 7  | Богдаши          | деревня | ↘31             |
| 8  | Боловино         | деревня | ↘8              |
| 9  | Большое Плетнево | деревня | ↘12             |
| 10 | Бородино         | деревня | ↘17             |
| 11 | Букино           | деревня | ↗1              |
| 12 | Вандыши          | деревня | ↘3              |
| 13 | Ванино           | деревня | →1              |
| 14 | Ванютино         | деревня | →0              |
| 15 | Воробьи          | деревня | →0              |
| 16 | Вороны           | деревня | ↘19             |
| 17 | Глазуны          | деревня | ↘3              |
| 18 | Горбуны          | деревня | ↘3              |
| 19 | Грибули          | деревня | ↘84             |
| 20 | Декшари          | деревня | ↘0              |
| 21 | Диванисы         | деревня | ↘0              |
| 22 | Дивино           | деревня | →0              |
| 23 | Добычи           | деревня | ↘13             |
| 24 | Дорожино         | деревня | ↘17             |
| 25 | Евстифени        | деревня | ↗5              |
| 26 | Ерилово          | деревня | ↘16             |
| 27 | Жуково           | деревня | →0              |
| 28 | Исаино           | деревня | →3              |
| 29 | Китенки          | деревня | ↘22             |
| 30 | Козино           | деревня | →0              |
| 31 | Колчино          | деревня | →0              |
| 32 | Кононово         | деревня | ↘11             |
| 33 | Крюково          | деревня | ↘67             |
| 34 | Купряшихино      | деревня | →0              |
| 35 | Лашунино         | деревня | →0              |
| 36 | Лисихино         | деревня | ↘3              |
| 37 | Лоси             | деревня | ↘1              |
| 38 | Макарово         | деревня | ↘7              |
| 39 | Малое Плетнево   | деревня | ↗7              |
| 40 | Медведево        | деревня | →0              |
| 41 | Михали           | деревня | ↗11             |
| 42 | Мохново          | деревня | →2              |
| 43 | Мочалово         | деревня | ↗4              |
| 44 | Наумки           | деревня | ↘5              |
| 45 | Небоги           | деревня | ↘0              |
| 46 | Новая Уситва     | деревня | ↘370            |
| 47 | Носово           | деревня | ↗3              |
| 48 | Огурцы           | деревня | →0              |
| 49 | Осташи           | деревня | →8              |
| 50 | Перово           | деревня | ↗18             |
| 51 | Пески-Филатково  | деревня | ↘1              |
| 52 | Пестово          | деревня | →0              |
| 53 | Плешаново        | деревня | →1              |
| 54 | Плуги            | деревня | →1              |
| 55 | Подгорни         | деревня | ↘3              |
| 56 | Подмогилье-1     | деревня | ↗6              |
| 57 | Подмогилье-2     | деревня | ↘7              |
| 58 | Порошино         | деревня | →0              |
| 59 | Пуричино         | деревня | ↗7              |
| 60 | Раихино          | деревня | ↘23             |
| 61 | Ровдино          | деревня | →8              |
| 62 | Ручьи            | деревня | ↘31             |
| 63 | Рыжково          | деревня | ↗8              |
| 64 | Самохвалово      | деревня | →2              |
| 65 | Сафошниково      | деревня | →6              |
| 66 | Симоняты         | деревня | ↗18             |
| 67 | Синицы           | деревня | →8              |
| 68 | Скоробогани      | деревня | ↘5              |
| 69 | Сопки            | деревня | ↘5              |
| 70 | Сопры            | деревня | →0              |
| 71 | Стержни          | деревня | →3              |
| 72 | Троши            | деревня | ↘14             |
| 73 | Трубицино        | деревня | ↘14             |
| 74 | Тюпы             | деревня | →0              |
| 75 | Усадище          | деревня | ↘1              |
| 76 | Ушаки            | деревня | ↘1              |
| 77 | Филатово         | деревня | →2              |
| 78 | Харишино         | деревня | ↘0              |
| 79 | Хашки            | деревня | ↘4              |
| 80 | Хохлы            | деревня | ↘124            |
| 81 | Шабаны           | деревня | ↘126            |
| 82 | Шалаи            | деревня | →0              |
| 83 | Шкарино          | деревня | ↘40             |
| 84 | Щадрица          | деревня | →0              |
| 85 | Щеголицы         | деревня | →6              |

## История
До 1927 года эта территория в составе нескольких сельсоветов входила в Грибулевскую волость с центром в д. Грибули в рамках Островского уезда Псковской губернии России. С упразднением губерний, уездов и волостей с 1927 года эти сельсоветы стали входить в Ленинградскую область, с 1944 года — в Псковскую область. При этом с 1927 до 1931 года они входили в Палкинский район, с 1931 до 1935 года — в Островский район, с 1935 года — вновь в Палкинский район.
Указом Президиума Верховного Совета РСФСР от 16 июня 1954 года путём объединения Ключевского и Симонятского сельсоветов был образован Грибулевский сельсовет; тогда же в Добыченский сельсовет был включён упразднённый Дорожинский сельсовет.
Решением Псковского облисполкома от 26 октября 1959 года путём объединения Грибулевского, Добыченского и Макаровского сельсоветов был образован Новоуситовский сельсовет.
С 1961 до 1966 года Новоуситовский сельсовет временно входил в Островский район.
Постановлением Псковского областного Собрания депутатов от 26 января 1995 года все сельсоветы в Псковской области были переименованы в волости, в том числе Новоуситовский сельсовет был превращён в Новоуситовскую волость.
Законом Псковской области от 28 февраля 2005 года в границах волости было образовано также муниципальное образование Новоуситовская волость со статусом сельского поселения с 1 января 2006 года в составе муниципального образования Палкинский район со статусом муниципального района.